# Poré (Kordié)
Pour les articles homonymes, voir Poré.
Poré est commune rurale située dans le département de Kordié de la province de Sanguié dans la région du Centre-Ouest au Burkina Faso.